# Frank Schubert
Frank Schubert   (Waldkirchen, 5 de juny de 1949) és un antic pilot d'enduro alemany de renom internacional durant la dècada del 1970. Al llarg de la seva carrera va obtenir diversos èxits als Sis Dies Internacionals d'Enduro, entre ells la victòria en la seva categoria el 1975 i l'absoluta el 1979, a més de diversos subcampionats al Trofeu per equips com a membre de la selecció de la RDA. A banda, fou també diverses vegades subcampió d'Europa i va guanyar sis campionats de la RDA entre el 1970 i el 1983.

## Carrera esportiva
Ferrer de professió, Frank Schubert va començar a destacar en competició el 1968 tot competint en la cilindrada dels 175 cc com a membre del motoclub MZ Zschopau (de la fàbrica MZ) i va guanyar el campionat júnior de 175cc de la RDA. Un any més tard va ser subcampió de la RDA darrere de Peter Uhlig i va entrar al departament d'esports de MZ com a pilot i mecànic de proves. Va debutar als Sis Dies Internacionals a l'edició de 1970, celebrada a El Escorial (Espanya), integrant l'equip B de la RDA per al Vas d'argent i va acabar segon en la seva cilindrada. Aquell any va guanyar el campionat de la RDA de 250 cc. El 1971, als ISDE de l'illa de Man, va integrar l'equip estatal del Trofeu i va col·laborar en el tercer lloc final que hi va assolir la RDA. Formant part d'aquest equip va ser segon a l'edició del 1972 i en dues més, i tercer de nou el 1976.
Pel que fa al Campionat d'Europa de 250 cc, Schubert va acabar-hi tres vegades segon fins al 1974 i sis vegades tercer de 1973 a 1983. De 1974 a 1983 va guanyar cinc títols més de la RDA en diverses cilindrades. Acabats els Sis Dies de 1984, es va retirar definitivament de les competicions a l'edat de 35 anys.